# Claes Bang
Claes Kasper Bang (Odense, 28 april 1967) is een Deens acteur en muzikant. Hij is vooral bekend om zijn hoofdrol Christian in de prijzenwinnende film The Square uit 2017. Voor deze rol won hij ook de Europese filmprijs voor beste acteur.

## Biografie
Nadat hij een toneelopleiding volgde begon hij zijn carrière in 1996. Hij speelde veel in theater maar ook in vele Deense films en tv-series en maakte ook in Duitsland carrière.  Na zijn rol in The Square werd hij internationaal bekend en werd hij in 2018 gecast voor de rol van Graaf Dracula in de BBC-serie Dracula, die in 2020 uitkwam. Datzelfde jaar vertolkte hij tevens de hoofdrol in de Brits-Nederlandse film The Bay of Silence. In 2019 speelde hij in het tweede seizoen van de Amerikaanse serie The Affair. 

## Filmografie
- 1998: On Our Own, als politieagent
- 1999: Fast Lane, als Jesper
- 2001: Now Look at Me, als jonge
- 2003: Regel nr. 1, als John T
- 2005: The Comedian, als Oliver
- 2005: Nynne, als Henrik
- 2005: Far til fire gi'r aldrig op, als gymleraar
- 2006: A Soap, als man
- 2007: Carls engle, als man op begraafplaats
- 2008: Take the Trash, als Lars
- 2008: Make My Day, als dokter
- 2009: Bastarden, als Benjamin
- 2011: Jungle Child, als Herb
- 2011: Biler 2, als professor Zündapp
- 2012: Lærkevej - til døden os skiller, als Per
- 2013: Educating Peter, als Faderen
- 2014: Unga Sophie Bell, als Klaus
- 2015: Retter Raffi!, als Henry Wiese
- 2017: The Square, als Christian
- 2018: Hotel Boy, als Stefan
- 2018: The Girl in the Spider's Web, als Jan Holster
- 2019: The Glass Room, als Viktor
- 2019: The Burnt Orange Heresy, als James Figueras
- 2019: The Last Vermeer, als kapitein Joseph Piller
- 2020: The Bay of Silence, als Will Walsh
- 2020: Dracula, als Dracula
- 2021: Locked Down, als Essien
- 2022: Drawback, als Louis
- 2022: Diorama, als Ben
- 2022: It Is In Us All, als Jack Considine
- 2024: Stockholm Bloodbath, als Koning Christian II
- 2024: The Master and Margarita, als Pontius Pilatus